# Muzeul de Științe Naturale din Roman
Muzeul de Științe ale Naturii din Roman este un muzeu județean din Roman, amplasat în strada Ștefan cel Mare, nr. 248 (Parcul Municipal). 